# Robert Erskine, 1. Lord Erskine
Robert Erskine, 1. Lord Erskine (* unsicher: um 1380; † zwischen 7. September 1451 und 6. November 1452), war ein schottischer Adliger.

## Leben
Er war der älteste Sohn und Erbe des Sir Thomas Erskine of that Ilk († 1404) aus dessen zweiter Ehe mit Janet Keith, eine Tochter des Edward Keith of Synton.
Vermutlich bereits um 1426 verlieh ihm König Jakob I. den erblichen Titel Lord Erskine, das genaue Datum der Verleihung ist nicht überliefert, urkundlich gesichert ist, dass er den Titel am 24. Mai 1429 bereits innehatte. 
Nachdem Alexander Stewart, 12. Earl of Mar, 1435 kinderlos gestorben war und König James II. dessen Ländereien einzog, beanspruchte Robert Erskine auch den Titel eines Earl of Mar. Über seine Mutter war er ein Nachfahre von Gartnait, 7. Earl of Mar und de jure der legitime Titelerbe nach Isabel Douglas, 11. Countess of Mar († 1408). In diesem Zusammenhang nahm er 1442 Kildrummy Castle in Besitz. Der König setzte sich schließlich über seine Ansprüche hinweg und machte 1456 seinen jüngsten Sohn John Stewart zum neuen Earl of Mar. Erst posthum wurde Robert Erskine per Urkunde am 23. Juni 1565 der Titel eines 13. Earl of Mar rückwirkend bestätigt.
Nach dem  20. Dezember 1400 hatte er Lady Elizabeth Lindsay, eine Tochter des David Lindsay, 1. Earl of Crawford † (1407), geheiratet. Mit ihr hatte er einen Sohn und zwei Töchter:
- Thomas Erskine, 2. Lord Erskine;
- Christian Erskine, ⚭ (1) Patrick Graham, 2. Lord Graham († nach 1466), ⚭ (2) William Charteris of Kinfauns;
- Janet Erskine, ⚭ Walter Stewart, Master of Fife († 1425).

Seine Witwe heiratete nach seinem Tod Sir Robert Keith.